# Carlos Linde
Carlos Linde (Alemanha, 1830 (ca.) - Rio de Janeiro, 1873) foi um pintor paisagista e retratista, escultor litógrafo, gravurista e tipógrafo alemão, que se estabeleceu na cidade do Rio de Janeiro em meados do século XIX. Assinou as sua obras como C. Linde, Carl Linde, Karl Carlos Linde, Karl Linde e Linde.

## História

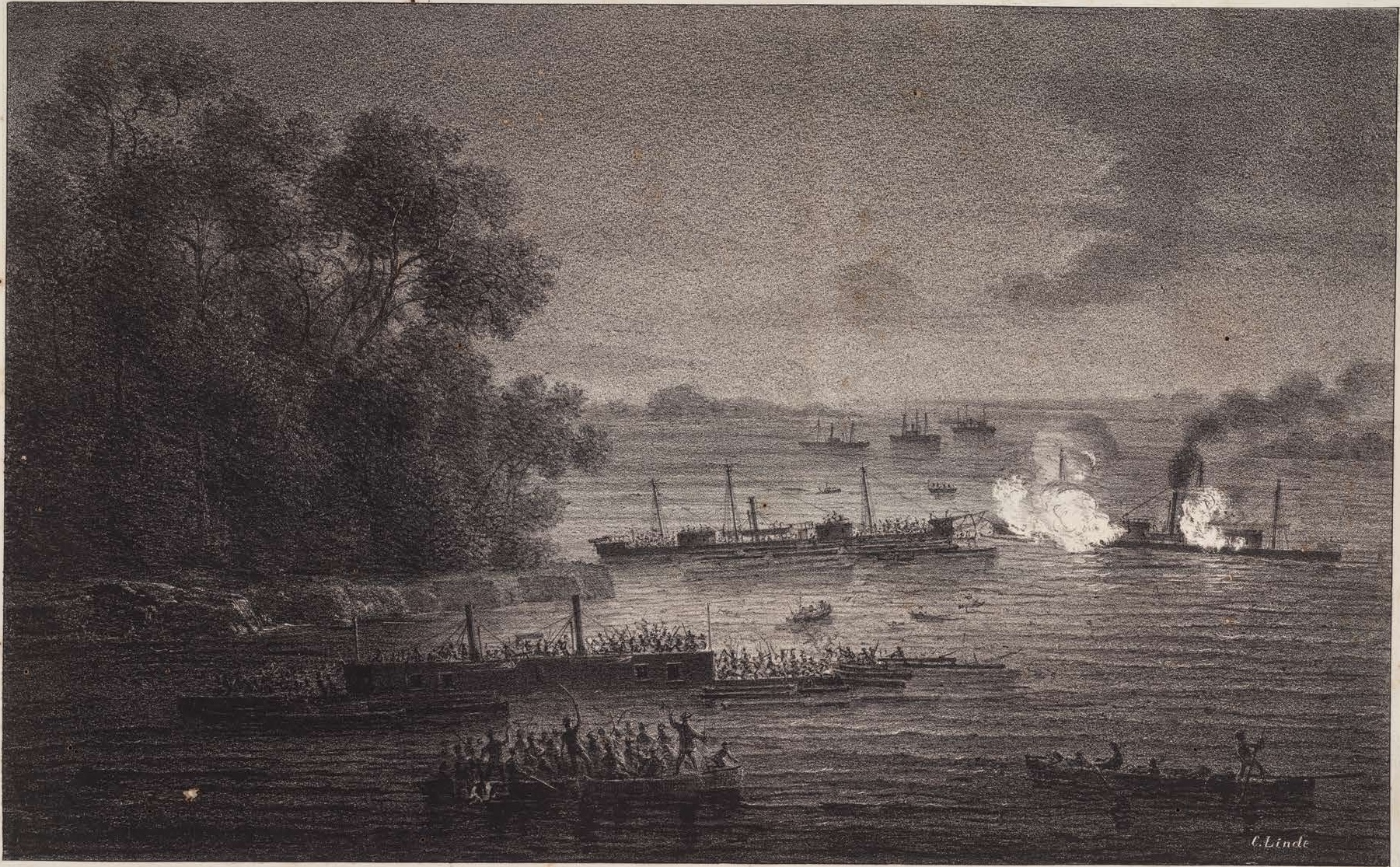
Litografia publicada no Suplemento da Semana Illustrada, Glorioso combate dos encouraçados brasileiros attacados pelos paraguayos no dia 2 de março de 1868.

Imigrou para o Brasil em 1859, e no mesmo ano funda no Rio de Janeiro a firma Fleiuss Irmãos & Linde e o Instituto Artístico de Fleiuss Irmãos e Linde voltadas ao ensino e a produção de artes plásticas. No ano seguinte começa apublicar com seus sócios a revista Semana Illustrada que circulou por mais de uma década. Foi professor de xilografia na Academia Imperial de Belas Artes. 
Grande parte de sua gravuras foram publicadas pela Typographia di Imperial Instituo artístico, cobrindo temas do cotidiano da cidade do Rios de janeiro, a Estrada de Ferro de D. Pedro II e personagens da guerra no sul do país.

## Exposições
- Obteve a medalha de ouro na Exposição Geral de Belas Artes do Rio de Janeiro de 1959, onde expôs três trabalhos.[1]